# Pearl Harbor (film)
Pearl Harbor är ett amerikanskt historiskt krigs-action-drama som hade biopremiär i USA den 25 maj 2001 i regi av Michael Bay med Ben Affleck, Josh Hartnett och Kate Beckinsale i huvudrollerna. Filmen hade Sverigepremiär den 4 juli 2001.

## Handling
Pearl Harbor följer historien om två bästa vänner, Rafe McCawley och Danny Walker, och deras kärleksliv med sjuksköterskan Evelyn Johnson. Handlingen fortsätter när de båda går ut i krig. Filmen inleds under deras barndom i Tennessee 1923 och följer i stort de historiska händelser som utspelade sig före, under och efter den japanska attacken på Pearl Harbor 7 december 1941. I slutet av filmen skildras Doolittleräden och senare även tiden efter krigsslutet.

## Om filmen
- Filmen hade Sverigepremiär 4 juli 2001[2] på biografen Rigoletto i Stockholm.
- Filmen fick en Oscar för bästa ljudredigering, och var nominerad i ytterligare tre kategorier.
- Filmen filmades på den riktiga Pearl Harbor efter att filmteamet slöt ett avtal med USA:s flotta.
- Filmen släpptes på DVD 4 december 2001, och på Blu-ray 30 mars 2007.

## Rollista
| Ben Affleck       | – Capt. Rafe McCawley                                       |
| Josh Hartnett     | – Capt. Daniel "Danny" Walker                               |
| Kate Beckinsale   | – Lt. Evelyn Johnson, sjuksköterska                         |
| Cuba Gooding, Jr. | – Petty Officer Doris "Dorie" Miller                        |
| Tom Sizemore      | – Sgt. Earl Sistern                                         |
| Jon Voight        | – President Franklin D. Roosevelt                           |
| Colm Feore        | – Adm. Husband E. Kimmel                                    |
| Mako              | – Adm. Isoroku Yamamoto                                     |
| Alec Baldwin      | – Lt. Col. James "Jimmy" H. Doolittle                       |
| William Lee Scott | – Lt. Billy Thompson                                        |
| Michael Shannon   | – Lt. Gooz Wood                                             |
| Scott Wilson      | – General George C. Marshall                                |
| Peter Firth       | – Capt. Mervyn S. Bennion, befälhavare på USS West Virginia |
| Ewen Bremner      | – Lt. Red Winkle                                            |
| Dan Aykroyd       | – Capt. Thurman                                             |
| Jennifer Garner   | – Nurse Sandra                                              |
| Jaime King        | – Nurse Betty Bayer                                         |
| Andrew Bryniarski | – Joe, boxare                                               |
| William Fichtner  | – Dannys far                                                |

### Fotnoter
1. ↑  ”Pearl Harbor” (på engelska). Box Office Mojo. 25 maj 2001. http://www.boxofficemojo.com/movies/?id=pearlharbor.htm. Läst 7 september 2016.
2. ↑  ”Pearl Harbor”. Svenska filminstitutet. 4 juli 2001. http://www.sfi.se/sv/svensk-filmdatabas/Item/?itemid=46363&type=MOVIE&iv=Basic. Läst 7 september 2016.